# Olivier de Plas
 (février 2021).
Si vous disposez d'ouvrages ou d'articles de référence ou si vous connaissez des sites web de qualité traitant du thème abordé ici, merci de compléter l'article en donnant les références utiles à sa vérifiabilité et en les liant à la section « Notes et références ».
Pour les articles homonymes, voir de Plas et Plas.
Olivier de Plas est un réalisateur, scénariste et musicien français.

## Filmographie

### En tant que réalisateur

#### Cinéma
- 2007 : Tel père, telle fille[1],[2]

#### Courts métrages
- 1998 : 1020 Hectopascal
- 1999 : Gaïa[3]
- 2004 : Libre Échange[3],[2]
- 2010 :  On bosse ici ! On vit ici ! On reste ici ! avec le Collectif des cinéastes Pour les sans-papiers

#### Télévision
- 2012-2014 : QI, série (3 saisons)

### En tant que scénariste
- 2009 : ¿Dónde está Kim Basinger?, court-métrage d'Édouard Deluc (avec Édouard Deluc et David Roux)[3]
- 2009 : Climax, court-métrage de Frédéric Sojcher (avec Frédéric Sojcher)[2]
- 2023 : Le Horla, téléfilm français de Marion Desseigne Ravel

## Distinctions
- Lutins du court métrage 2010 : meilleur scénario pour ¿Dónde está Kim Basinger?